# Teatro de Operaciones del Atlántico Sur
El Teatro de Operaciones del Atlántico Sur (TOAS) fue un comando operativo de las Fuerzas Armadas argentinas para la defensa de las islas Malvinas.

## Reseña
Con fecha 7 de abril de 1982 la superioridad resolvió desactivar el Teatro de Operaciones Malvinas (TOM) y en el acto crear el Teatro de Operaciones del Atlántico Sur (TOAS) asumiendo la defensa de las islas Malvinas. Así, por resolución del Comité Militar asumió la conducción del TOAS el comandante de Operaciones Navales, vicealmirante Juan José Lombardo. Bajo su comando quedó subordinado el Comando Conjunto de la Guarnición Militar Malvinas, a cargo del general de brigada Mario Benjamín Menéndez, con sus componentes respectivos. En los hechos este condujo la guerra de forma casi independiente por su aislamiento.

## Jurisdicción
Por Comunicado n.º 19 de la Junta Militar quedó definida la jurisdicción del TOAS en las 200 millas marítimas desde el límite del continente y alrededor de las islas Malvinas, Georgias del Sur y Sandwich del Sur. Por esta resolución las bases aéreas militares de la Fuerza Aérea y Aviación Naval puestas en operaciones de combate quedaron fuera de su jurisdicción.

## CEOPECON
El 22 de mayo de 1982 el Comité Militar resolvió crear el Centro de Operaciones Conjuntas (CEOPECON), integrado en igualdad de jerarquía por el comandante del V Cuerpo de Ejército, general de división Osvaldo Jorge García, el titular del Comando Aéreo Estratégico, brigadier mayor Hellmuth Conrado Weber, y el vicealmirante Lombardo, para coordinar la acción militar en el teatro de operaciones.

## Comandante
- Vicealmirante Juan José Lombardo (7 de abril de 1982-14 de junio de 1982)